# Вледешть (Вилча)
Вледешть, Вледешті (рум. Vlădești) — село у повіті Вилча в Румунії. Входить до складу комуни Вледешть.
Село розташоване на відстані 160 км на північний захід від Бухареста, 6 км на захід від Римніку-Вилчі, 96 км на північний схід від Крайови, 118 км на південний захід від Брашова.

## Населення
За даними перепису населення 2002 року у селі проживали 1210 осіб.
Національний склад населення села:
| Національність | Кількість осіб | Відсоток |
| -------------- | -------------- | -------- |
| румуни         | 1156           | 95,5%    |
| цигани         | 53             | 4,4%     |

Рідною мовою назвали:
| Мова      | Кількість осіб | Відсоток |
| --------- | -------------- | -------- |
| румунська | 1174           | 97,0%    |
| циганська | 35             | 2,9%     |